# Campodea montgomeri
Campodea montgomeri är en urinsektsart som beskrevs av Filippo Silvestri 1911. Campodea montgomeri ingår i släktet Campodea och familjen Campodeidae. Inga underarter finns listade.